# باتريك بيفيرلي
باتريك بيفيرلي (بالإنجليزية: Patrick Beverley)‏ مواليد 12 يوليو 1988، هو لاعب كرة سلة أمريكي يلعب مع فريق هيوستن روكتس في الرابطة الوطنية لكرة السلة ويحمل الرقم 2. يبلغ طوله 6 قدم 1 بوصة (1.9 م).

## فرق لعب لها
- هيوستن روكتس

## الميداليات
| الميدالية | المسابقة                                    |
| --------- | ------------------------------------------- |
| فضية      | كأس العالم للشباب تحت 19سنة لكرة السلة 2007 |

## روابط خارجية
- باتريك بيفيرلي على موقع الاتحاد الدولي لكرة السلة (الإنجليزية)
- باتريك بيفيرلي على موقع الدوري الأوروبي لكرة السلة (الإنجليزية)
- باتريك بيفيرلي على موقع إن بي أي (الإنجليزية)
- باتريك بيفيرلي على موقع سبورتس رفرنس (الإنجليزية)
- باتريك بيفيرلي على موقع كرة السلة الأوروبية.كوم (الإنجليزية)
- باتريك بيفيرلي على موقع إي إس بي إن.كوم (الإنجليزية)
- باتريك بيفيرلي على موقع كلية كرة السلة في سبورتس رفرنس.كوم (الإنجليزية)
- باتريك بيفيرلي على موقع ريلجم (الإنجليزية)
- باتريك بيفيرلي على موقع بروبوليرز (الإنجليزية)
- باتريك بيفيرلي على موقع سبورتس رفرنس (الإنجليزية)